# Mellon Jolly
Pour les articles homonymes, voir Jolly.
Mellon Jolly, né à Sézanne (France) le 19 mai 1795 et mort à Fontainebleau (France) le 23 avril 1872, est un ecclésiastique catholique français, archevêque de Sens (France).

## Biographie
Fils de l’archiviste au district de Sézanne, l'abbé Jolly entra au séminaire de Meaux.
Il est ordonné prêtre par Jean-Joseph-Marie-Victoire de Cosnac, évêque de Meaux, auquel il succédera sur le siège archiépiscopal de Sens. Il est précepteur des enfants du duc de Blacas, ambassadeur du roi de France à Rome. Nommé aumônier de la duchesse de Berry, il devient vicaire général et archiprêtre de la cathédrale de Meaux.
En 1836, il est nommé évêque de Sées.
Il est appelé à l’archevêché de Sens, par une ordonnance du 19 novembre 1843.
Il donna sa démission au chapitre métropolitain le 22 avril 1867, pour raisons de santé.

## Distinction
- Officier de la Légion d'honneur (12 aout 1864)[1]